# Jean-Baptiste Weckerlin

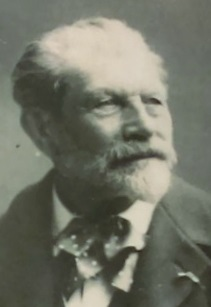
Jean-Baptiste Weckerlin

Jean-Baptiste Weckerlin (* 9. November 1821 in Guebwiller; † 20. Mai 1910 in Trottsberg, bei Guebwiller) war ein französischer Komponist und Musikherausgeber.

## Leben und Wirken
Weckerlin studierte am Pariser Konservatorium, unter anderem bei Fromental Halévy. Von 1850 bis 1885 war er Dirigent der „Société Sainte-Cécile“ und ab 1863 Archivar der „Société des Compositeurs de Musique“. Von 1876 bis 1909 war er Leiter der Bibliothek des Pariser Konservatoriums.

## Werke
Er komponierte insgesamt 20 Bühnenwerke, Opern, Operetten und zwei Opern im Colmarer Dialekt, außerdem zahlreiche Chorwerke und Lieder. Er war Herausgeber von mehreren Sammelwerken mit französischen Volksliedern, er veröffentlichte eine „Histoire de l’intrumentation“ und verfasste einen Katalog der sich in der Bibliothek des Konservatoriums befindenden Werke.
als Komponist
- Après Fontenoy ou Manche à manche. Komische Oper in einem Akt. Paris 1877 (UA Théâtre-Lyrique).
- Chansons populaires de l’Alsace. Edition Gyss, Schirmeck 1984, ISBN 2-902912-37-4 (Nachdr. d. Ausg. Paris 1883).
- Di dreyfach Hochzitt em Bäsathal. Loscht’s Opärettla en 3 Actä. Colmar 1860 (Libretto von Jean Thomas Mangold).
- La Laitière de Trianon. Operette in einem Akt.
- L’Organiste dans l’embarras. Komische Oper in einem Akt. Paris 1853 (UA Théâtre-Lyrique)
- Les Revenants bretons. Opéra de salon in einem Akt. Paris 1855 (UA Salle Herz).
- D’r verhaxt’ Herbst. Lustoperettla uf Colmarditsch en 4 Akte. Sutter, Rixheim 1907 (Libretto von Jean Thomas Mangold).
- Tout est bien qui finit bien. Opéra de salon 1 Akt. Paris 1856 (Libretto frei nach William Shakespeare).

als Bearbeiter
- Jean-Baptiste Lully: Le bourgeois gentilhomme. Comédie-ballet en 5 actes. Durand, Paris 184 (Libretto von Molière).
- Christoph Willibald von Gluck: La rencontre imprévue ou les pélerins de la Mecque. Opéra-comique. Legouix, Paris 1920 (Libretto von Dancourt)